# 多弗勒國家公園
多弗勒國家公園（挪威語：Dovre nasjonalpark）是挪威的一個國家公園，位於挪威的北部地區，成立於2003年。多弗勒國家公園位於龍達訥國家公園和多弗勒山國家公園兩個國家公園之間。

## 外部連結
- Map of Dovre National Park[永久]